# ساکی شیمیزو
ساکی شیمیزو (انگلیسی: Saki Shimizu؛ زادهٔ ۲۲ نوامبر ۱۹۹۱) خواننده، و صداپیشه اهل ژاپن است.